# Ciklopenten
Ciklopenten je hemijsko jedinjenje sa formulom . On je bezbojna tečnost sa petrolu-sličnim mirisom. On je jedan od cikloalkena.
Ciklopenten se industrijski proizvodi u velikim količinama. On se koristi kao monomer za sintezu plastika, i u brojnim hemijskim sintezama.
On se dobija iz vinilciklopropana putem vinilciklopropan-ciklopenten preuređenja.